# 中央クロアチア

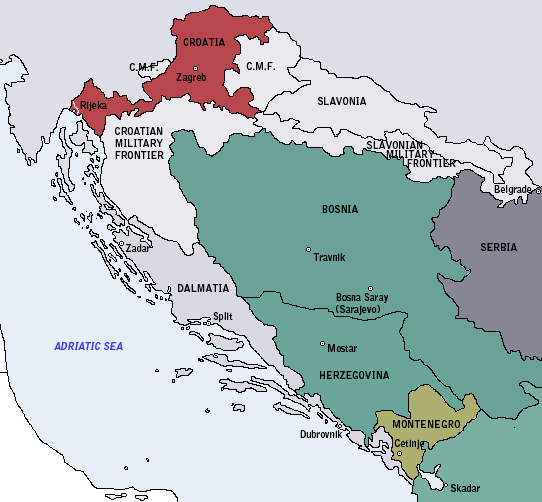
1868年の領域

中央クロアチア（クロアチア語: Središnja Hrvatska）またはクロアチア本域とは、現在のクロアチア共和国の領域の内、歴史的にハプスブルク君主国が支配した地域からイストリア、スラヴォニア、ダルマチアを除いた地域を表す。
中央クロアチアには、クロアチア沿岸地域（Hrvatsko primorje）、ディナル・アルプス山脈（コルドゥン地域（Kordun））、リカ地域（Lika）、ゴルスキ・コタール（Gorski Kotar）、フルヴァツコ・ザゴリェ（Hrvatsko Zagorje）、メジムリェ（Međimurje）の各地域が含まれる。
今日、地理的にはザグレブ周辺、ヴァラジュディンの北部、カルロヴァツ、シサクの南部を表している。中央クロアチアはクロアチア全体の3割の面積、全人口の約半数にあたる216万人を占める。

## 中央クロアチアに含まれる郡
- メジムリェ郡
- ヴァラジュディン郡
- クラピナ＝ザゴリエ郡
- コプリヴニツァ＝クリジェヴツィ郡
- ビェロヴァル＝ビロゴラ郡
- ザグレブ郡、ザグレブ
- カルロヴァツ郡
- シサク＝モスラヴィナ郡